# Listă a echipelor de fotbal din țările CONMEBOL

## Argentina
| Club                      | Oraș                  |
| ------------------------- | --------------------- |
| AA Argentinos Juniors     | Buenos Aires          |
| Arsenal de Sarandí FC     | Avellaneda            |
| CA Banfield               | Banfield              |
| CA Belgrano de Córdoba    | Córdoba               |
| CA Boca Juniors           | Buenos Aires          |
| CA Colón de Santa Fe      | Santa Fe              |
| Estudiantes de La Plata   | La Plata              |
| C Gimnasia La Plata       | La Plata              |
| CA Gimnasia Jujuy         | San Salvador de Jujuy |
| CD Godoy Cruz de Mendoza  | Godoy Cruz            |
| CA Independiente          | Avellaneda            |
| CA Lanús                  | Lanús                 |
| CA Newell's Old Boys      | Rosario               |
| CA Nueva Chicago          | Buenos Aires          |
| Quilmes AC                | Quilmes               |
| Racing Club de Avellaneda | Avellaneda            |
| CA River Plate            | Buenos Aires          |
| CA Rosario Central        | Rosario               |
| CA San Lorenzo de Almagro | Buenos Aires          |
| CA Vélez Sársfield        | Buenos Aires          |

## Bolivia
| Club                   | Oraș       |
| ---------------------- | ---------- |
| Club Aurora            | Cochabamba |
| Club Blooming          | Santa Cruz |
| Club Bolívar           | La Paz     |
| Club Destroyers        | Santa Cruz |
| Club Jorge Wilstermann | Cochabamba |
| La Paz FC              | La Paz     |
| Oriente Petrolero      | Santa Cruz |
| Real Potosí            | Potosí     |
| Club San José          | Oruro      |
| The Strongest          | La Paz     |
| Union Central          | Tarija     |
| Club Universitario     | Sucre      |

## Brazilia
| Club                    | Oraș           |
| ----------------------- | -------------- |
| C Atlético Paranaense   | Curitiba       |
| Botafogo FR             | Rio de Janeiro |
| SC Corinthians Paulista | São Paulo      |
| Cruzeiro EC             | Belo Horizonte |
| Figueirense FC          | Florianópolis  |
| CR Flamengo             | Rio de Janeiro |
| Fluminense FC           | Rio de Janeiro |
| Fortaleza EC            | Fortaleza      |
| Goiás EC                | Goiânia        |
| Grêmio FBPA             | Porto Alegre   |
| SC Internacional        | Porto Alegre   |
| EC Juventude            | Caxias do Sul  |
| SE Palmeiras            | São Paulo      |
| Paraná Clube            | Curitiba       |
| AA Ponte Preta          | Campinas       |
| Santa Cruz FC           | Recife         |
| Santos FC               | Santos         |
| AD São Caetano          | São Caetano    |
| São Paulo FC            | São Paulo      |
| CR Vasco da Gama        | Rio de Janeiro |

## Chile
}CD Antofagasta||Antofagasta
| Club                         | Oraș         |
| ---------------------------- | ------------ |
| Audax CS Italiano            | Santiago     |
| CD Cobreloa                  | Calama       |
| CD Cobresal                  | El Salvador  |
| CSD Colo-Colo                | Santiago     |
| CD Coquimbo Unido            | Coquimbo     |
| CS Deportes Concepción       | Concepción   |
| CD Everton de Viña del Mar   | Viña del Mar |
| CD Huachipato                | Talcahuano   |
| C Deportes La Serena         | La Serena    |
| CD O'Higgins                 | Rancagua     |
| CD Palestino                 | Santiago     |
| CD Puerto Montt              | Puerto Montt |
| CSD Rangers de Talca         | Talca        |
| CD Santiago Morning          | Santiago     |
| CD Santiago Wanderers        | Valparaíso   |
| CD Universidad Católica      | Santiago     |
| CF Universidad de Chile      | Santiago     |
| CD Universidad de Concepción | Concepción   |
| CD Unión Española            | Santiago     |

## Columbia
| Club                      | Oraș         |
| ------------------------- | ------------ |
| CD América de Cali        | Cali         |
| C Atlético Bucaramanga CD | Bucaramanga  |
| CD Atlético Huila         | Neiva        |
| CPD Atlético Junior       | Barranquilla |
| CD C Atlético Nacional    | Medellín     |
| Boyacá Chicó FC           | Tunja        |
| CN Cúcuta Deportivo       | Cúcuta       |
| A Deportivo Cali          | Cali         |
| CS Deportivo Pereira      | Pereira      |
| A Deportivo Pasto         | Pasto        |
| C Deportes Quindío        | Armenia      |
| CC Deportes Tolima        | Ibagué       |
| Envigado FC               | Envigado     |
| CD Independiente Medellín | Medellín     |
| C Independiente Santa Fe  | Bogotá       |
| CD Millonarios            | Bogotá       |
| CD Once Caldas            | Manizales    |
| CD Real Cartagena         | Cartagena    |

## Ecuador
| Club               | Oraș      |
| ------------------ | --------- |
| SD Aucas           | Quito     |
| Barcelona SC       | Guayaquil |
| C Deportivo Cuenca | Cuenca    |
| S Deportivo Quito  | Quito     |
| CD El Nacional     | Quito     |
| CS Emelec          | Guayaquil |
| CD ESPOLI          | Quito     |
| LDU Quito          | Quito     |
| CSD Macará         | Ambato    |
| CD Olmedo          | Riobamba  |

## Paraguay
| Club                          | Oraș                 |
| ----------------------------- | -------------------- |
| Club 12 de Octubre de Itaugua | Itaugua              |
| Club Atlético 3 de Febrero    | Ciudad del Este      |
| Club Cerro Porteño            | Asunción             |
| Club Fernando de la Mora      | Fernando de la Mora  |
| Club Guaraní                  | Asunción             |
| Club Libertad                 | Asunción             |
| Club Nacional                 | Asunción             |
| Club Olimpia Asunción         | Asunción             |
| Club Sportivo Luqueño         | Luque                |
| Club Sportivo 2 de Mayo       | Pedro Juan Caballero |
| Tacuary FC                    | Asunción             |

## Peru
| Club                                | Oraș     |
| ----------------------------------- | -------- |
| C Alianza Atlético de Sullana       | Sullana  |
| C Alianza Lima                      | Lima     |
| CS Áncash                           | Ancash   |
| CS Cienciano del Cuzco              | Cusco    |
| Coronel Bolognesi FC                | Tacna    |
| C José Gálvez                       | Chimbote |
| FBC Melgar                          | Arequipa |
| Sport Boys A                        | Callao   |
| C Sporting Cristal                  | Lima     |
| CS Unión Huaral                     | Huaral   |
| CD Universidad San Martín de Porres | Lima     |
| Universitario de Deportes           | Lima     |

## Uruguay
| Club                      | Oraș       |
| ------------------------- | ---------- |
| CA Bella Vista            | Montevideo |
| Central Español FC        | Montevideo |
| CS Cerrito                | Montevideo |
| Danubio FC                | Montevideo |
| Defensor SC               | Montevideo |
| Liverpool FC              | Montevideo |
| CS Miramar Misiones       | Montevideo |
| Montevideo Wanderers FC   | Montevideo |
| Club Nacional de Football | Montevideo |
| CA Peñarol                | Montevideo |
| CA Progreso               | Montevideo |
| Rampla Juniors FC         | Montevideo |
| CA Rentistas              | Montevideo |
| CA River Plate            | Montevideo |
| Rocha FC                  | Rocha      |
| Tacuarembó FC             | Tacuarembó |

## Venezuela
| Club                     | Oraș           |
| ------------------------ | -------------- |
| Aragua FC                | Aragua         |
| Carabobo FC              | Carabobo       |
| Caracas FC               | Caracas        |
| Deportivo Táchira FC     | San Cristóbal  |
| AC Mineros de Guayana    | Ciudad Guayana |
| Monagas SC               | Maturín        |
| Portuguesa FC            | Acarígua       |
| Trujillanos FC           | Valera         |
| Unión Atlético Maracaibo | Maracaibo      |
| Zamora FC                | Barinas        |